# سگدو زدن
سَگدو زدن (به انگلیسی: Big's Backyard Ultra)، اختراع شده توسط گری «لازاروس لک» کانترل از بل باکل، تنسی است. شرکت‌کنندگان سعی می‌کنند هر ساعت یک حلقه ۱۰۰/۲۴ مایلی را به‌طور نامحدود (در اطراف جنگل در طول روز، در امتداد جاده پس از تاریکی هوا) تکمیل کنند. پایان از پیش تعیین شده‌ای وجود ندارد و برنده توسط آخرین حلقه تکمیل شده توسط رقیب مشخص می‌شود. در غیر این صورت، هیچ برنده‌ای وجود ندارد.

## نتایج گذشته
| سال  | برنده          | دور زدن | دستیار                  | یادداشت                                            |
| ---- | -------------- | ------- | ----------------------- | -------------------------------------------------- |
| ۲۰۱۱ | تیم انگلوند    | ۱۸      | دیو کارور               |                                                    |
| ۲۰۱۲ | جو فجس         | ۲۸      | مارسی ریش               |                                                    |
| ۲۰۱۳ | تیم انگلوند    | ۳۵      | کیت نایپلینگ            |                                                    |
| ۲۰۱۴ | <بدون برنده>   | ۴۹      | یوهان استین / جرمی ایبل | هر دو رقبا پس از ۴۹ حلقه از دور رقابت‌ها کنار رفتند |
| ۲۰۱۵ |                |         |                         | مسابقه برگزار نشده‌است                              |
| ۲۰۱۶ | بابک راستگوفرد | ۲۹      | اندی پیرسون             |                                                    |
| ۲۰۱۷ | گیلوم کالمتس   | ۵۹      | هاروی لوئیس             |                                                    |
| ۲۰۱۸ | یوهان استین    | ۶۸      | کورتنی داوالتر          |                                                    |
| ۲۰۱۹ | مگی گوترل      | ۶۰      | ویلیام هیوارد           |                                                    |

در سال ۲۰۲۰، بیماری دنیاگیر کووید-۱۹ مانع سفر رقبا به تنسی شد، بنابراین مسابقه با رویدادهای ماهواره‌ای در کشورهای مختلف جایگزین شد. برنده عنوان جهانی کارل ساب در بلژیک، با ۷۶ دور، و برنده ایالات متحده کورتنی داوالتر با ۶۸ دور بود.